# Platypus (glazbeni sastav)
Platypus je američka progresivna rock / jazz supergrupa koja se sastojala od članova sastava Dream Theater, King's X i Dixie Dregs. Sastav je oformljen 1997. godine, a raspušten 2000. godine. 
Ideju za sastav je začeo basist Dream Theatera John Myung koji je zajedno s klavijaturistom Derekom Sherinianom razmišljao o osnivanju sastava u kojem će moći iskorištavati glazbeni materijal odbačene u Dream Theateru. Uz gitarista i pjevača Ty Tabora (King's X) i bubnjara Roda Morgensteina (Dixie Dregs) sastav je izdao dva albuma.

## Diskografija
- When Pus Comes to Shove (1998)
- Ice Cycles (2000)

## Vanjske poveznice
- Platypus' na InsideOut  Arhivirana inačica izvorne stranice od 24. ožujka 2006. (Wayback Machine)
- Dream Theater
- Dixie Dregs
- Derek Sherinian
- John Myung  Arhivirana inačica izvorne stranice od 29. kolovoza 2005. (Wayback Machine)
- Ty Tabor
- Rod Morgenstein
- site francophone  Arhivirana inačica izvorne stranice od 17. svibnja 2006. (Wayback Machine)